# 小行星972
小行星972（972 Cohnia）是一颗绕太阳运转的小行星，为主小行星带小行星。该小行星于1922年1月18日发现。
該小行星以德國天文學家弗里茨·科恩命名。

## 轨道参数
小行星972的轨道半长轴为3.0618545 UA，离心率为0.232。
| 前一小行星： 小行星971 | 小行星列表 | 後一小行星： 小行星973 |